# Paranandra andamanensis
Paranandra andamanensis es una especie de escarabajo del género Paranandra, familia Cerambycidae. Fue descrita en 1940 por Breuning.